# Облога Данцига (1807)
Облога Данцига 1807 року — облога французами міста Данциг під час Війни четвертої коаліції, тривала з 19 березня по 24 травня 1807 року. Облогу вели французькі війська у кількості 27 тисяч чоловік під командуванням маршала Лефевра, гарнізон Данцига складали прусські та російські війська у кількості 11 тисяч осіб під командуванням маршала фон Калькройта.

## Значення Данцига
Данциг займав важливе стратегічне положення. Це був укріплений порт у гирлі річки Вісла, у якому проживало близько 60 тисяч жителів. Якби французи наступали на схід, то це прусське місто виявилося б в тилу їх лівого флангу, і там могли спокійно висадитися для дій проти французів. Атакувати Данциг можливо було тільки з заходу, оскільки з півночі він був прикритий Віслою, а з півночі та сходу — болотами. Окрім стратегічного положення, для Великої армії Данциг був цікавий своїми запасами цінних припасів (пороху, зерна тощо) необхідних для наступних кампаній на сході. У своєму письмі Лефевру від 18 лютого 1807 року Наполеон написав: «Ваша слава пов'язана із взяттям Данцигу. Ви повинні відправитися туди».

## Сили сторін
Завдання взяти місто було надане у середині лютого маршалу Лефевру та його 10-му корпусу. У допомогу їм був наданий генерал Шасслу-Лоба, який командував саперами, та Бастон Де Ларібуазьєр, який командував артилерією, вони були найкращими спеціалістами французької армії у свої областях. Начальником штабу був генерал Друо. 10-й корпус містив 2 польські дивізії, якими командував генерал Домбровський, саксонського корпусу, воїнського контингенту з Бадену, двох італійських дивізій, і приблизно 10 тисяч французьких солдатів — усього порядком 27 тисяч солдатів та 3 тисячі коней.
У стінах Данцига знаходилося порядком 11 тисяч солдатів і 300 гармат під командуванням фон Калькройта. Наполеон охарактеризував їх як «каналій».

## Блокада
20 березня, виконуючи наказ Наполеона про блокаду Данцига, французький генерал Жан Адам Шрамм вивів 2000 солдатів на північний берег Вісли за форт Вайхсельмюнде, зайнявши позиції прямо до півночі міста. 2 квітня земля розтанула достатньо для того, щоб можна булл почати земляні облогові роботи. 8 квітня була почата  друга траншея, завершена 15 квітня, а до 25 квітня була завершена третя траншея. Після того як 11 квітня Вандам взяв фортецю Швайдніц у Силезії, звідти до Данцига були відправлені великі облогові гармати, які прийшли 21 квітня.

## Спроби деблокування міста
23 березня французька артилерія почала обстріл міста. Між 10 та 15 травня російське командування спробувало доставити у місто підкріплення 8 тисяч солдатів під командуванням генерала Каменського. Підкріплення йшло на 57 суднах під захистом англійського шлюпа «Falcon» та шведського лінійного корабля. Через запізнення шведського корабля, на борту якого було 1200 солдатів, Каменський затримався, що дало Лефевру час для укріплення своїх позицій. Російська спроба прорватися до міста була відбита, британські джерела повідомляли що росіяни втратили 1600 солдатів й 46 офіцерів, французи збільшили російські втрати до 3000 солдатів. Спроба британського 18-гарматного корвета «Dauntless» доставити по річці 150 бочок пороху також провалилася: корабель засів на мілину і був взятий на абордаж французькими гренадерами.

## Продовження облоги
Після зриву спроб деблокування міста французи продовжили облогові роботи. 21 травня прибув корпус Едуара Мортьє, що зробило можливим штурм Гагельсберга. Через неможливість утримання міста фон Калькройт запропонував Лефевру перемовини, вимагав ті ж самі умови капітуляції, що пруссаки надали французам після облоги Майнца у 1793 році. У зв'язку з тим що Наполеон був заздалегідь з цим згоден, умови були прийняті, та гарнізону було дозволено покинути місто зі своїми воєнними почестями — з знаменами що майорять та барабанний бій. Умови були м'які, оскільки Наполеон хотів закінчити облогу до літа, щоб до початку літньої кампанії знешкодити загрозу своєму тилу і перекинути війська на інші ділянки.

## Здача Данцига та її наслідки
Данциг здався 24 травня 1807 року. Наполеон наказав осадити найближчий форт Вайхсельмюнде, але генерал Каменський утік зі своїм військом, а гарнізон вирішив капітулювати. Щоб підкреслити заслуги Лефевра, Наполеон присвятив йому титул «герцог Данцизький». 9 вересня 1807 року Наполеон створив із міста Данциг й недалеких прусських територій Вільне місто Данциг.